# 章啓
章啟（？—？），字際亨，直隸丹徒縣人，武功中衛軍匠籍，明朝政治人物。

## 生平
成化十三年（1477年）丁酉科順天府鄉試第五十四名舉人。成化十七年（1481年）中式辛丑科二甲第六十四名進士。

## 家族
曾祖章彥文；祖父章宣；父親章全。母蔣氏。